# Sudamericano Juvenil M18 de Rugby 2024
El Campeonato Sudamericano SAR M18 de 2024 es la quinta edición del torneo para seleccionados M18 de Sudamérica Rugby y la segunda disputada bajo su actual denominación. Se llevará a cabo por segundo año consecutivo en Río Segundo, Provincia de Córdoba, el 13 y 16 de marzo. Los talleres de desarrollo se extenderán del 11 al 17 del mismo mes.
Al torneo se incorporaron los seleccionados de Brasil, Colombia y Paraguay bajo la denominación "Challenge", con el mejor de ellos clasificando a las semifinales contra los equipos de Argentina, Chile y Uruguay. Se mantuvieron los encuentros de tiempo reducido (dos mitades de 20 minutos).
El torneo fue ganado por Argentina 2 que venció a Uruguay en la final y en semifinales al primer seleccionado argentino.

## Equipos participantes
- Selección juvenil de rugby de Argentina (Argentina 1 M18)
- Selección juvenil de rugby de Argentina (Argentina 2 M18)
- Selección juvenil de rugby de Brasil (Curumins M18)
- Selección juvenil de rugby de Chile (Cóndores M18)
- Selección juvenil de rugby de Colombia (Tucancitos M18)
- Selección juvenil de rugby de Paraguay (Jóvenes Yacarés M18)
- Selección juvenil de rugby de Uruguay (Teritos M18)

## Primera fase

### Zona Cup
El ganador del encuentro entre Chile y Uruguay clasificó a las semifinales contra el ganador de la zona "Challenge". Los seleccionados argentinos clasificaron directamente a semifinales, por lo que sus encuentros fueron disputados a modo de desarrollo.
En amarillo los encuentros de "desarrollo".
| 13 de marzo | Argentina 1 | 28 - 19 | Uruguay | Complejo Norte, Río Segundo |  |
|             |             | Reporte |         |                             |  |

| 13 de marzo | Argentina 2 | 8 - 7   | Chile | Complejo Norte, Río Segundo |  |
|             |             | Reporte |       |                             |  |

| 13 de marzo | Argentina 1 | 0 - 40  | Argentina 2 | Complejo Norte, Río Segundo |  |
|             |             | Reporte |             |                             |  |

Clasificación a semifinales
| 13 de marzo | Uruguay | 17 - 14 | Chile | Complejo Norte, Río Segundo |  |
|             |         | Reporte |       |                             |  |

### Zona Challenge
El ganador de la zona "Challenge" clasificó a las semifinales contra el ganador de Chile vs. Uruguay (zona "Cup").
| Pos | Equipos  | Partidos | Partidos | Partidos | Tantos | Tantos | Tantos | Pts |
| Pos | Equipos  | G        | E        | P        | PF     | PC     | DP     | Pts |
| --- | -------- | -------- | -------- | -------- | ------ | ------ | ------ | --- |
| 1   | Paraguay | 2        | 0        | 0        | 57     | 0      | +57    | 9   |
| 2   | Brasil   | 1        | 0        | 1        | 17     | 10     | +7     | 4   |
| 3   | Colombia | 0        | 0        | 2        | 0      | 64     | -64    | 0   |

| 13 de marzo | Brasil | 17 - 0  | Colombia | Complejo Norte, Río Segundo |  |
|             |        | Reporte |          |                             |  |

| 13 de marzo | Colombia | 0 - 47  | Paraguay | Complejo Norte, Río Segundo |  |
|             |          | Reporte |          |                             |  |

| 13 de marzo | Paraguay | 10 - 0  | Brasil | Complejo Norte, Río Segundo |  |
|             |          | Reporte |        |                             |  |

## Fase final
|  | Semifinales | Semifinales | Semifinales |         |             | Final        | Final        | Final        |  |
|  | 16 de marzo | 16 de marzo | 16 de marzo |         |             | 16 de marzo  | 16 de marzo  | 16 de marzo  |  |
|  |             |             |             |         |             |              |              |              |  |
|  |             |             |             |         |             |              |              |              |  |
|  | Argentina 1 | Argentina 1 | 17          |         |             |              |              |              |  |
|  | Argentina 1 | Argentina 1 | 17          |         |             |              |              |              |  |
|  | Argentina 2 | Argentina 2 | 45          |         |             |              |              |              |  |
|  | Argentina 2 | Argentina 2 | 45          |         | Argentina 2 | Argentina 2  | 28           |              |  |
|  |             |             |             |         | Argentina 2 | Argentina 2  | 28           |              |  |
|  |             |             | Uruguay     | Uruguay | 10          |              |              |              |  |
|  | Uruguay     | Uruguay     | Uruguay     | Uruguay | 10          | 24           |              |              |  |
|  | Uruguay     | Uruguay     |             |         |             | 24           |              |              |  |
|  | Paraguay    | Paraguay    | 3           |         |             | Tercer lugar | Tercer lugar | Tercer lugar |  |
|  | Paraguay    | Paraguay    | 3           |         |             | Tercer lugar | Tercer lugar | Tercer lugar |  |
|  |             |             |             |         |             |              |              |              |  |
|  |             |             |             |         |             | Argentina 1  | Argentina 1  | 25           |  |
|  |             |             |             |         |             | Argentina 1  | Argentina 1  | 25           |  |
|  |             |             |             |         |             | Chile        | Chile        | 24           |  |
|  |             |             |             |         |             | Chile        | Chile        | 24           |  |
|  |             |             |             |         |             |              |              |              |  |

### Semifinales
| 16 de marzo | Argentina 1 | 17 - 45 | Argentina 2 | Complejo Norte, Río Segundo |  |
|             |             | Reporte |             |                             |  |

| 16 de marzo | Uruguay | 24 - 3  | Paraguay | Complejo Norte, Río Segundo |  |
|             |         | Reporte |          |                             |  |

### Reubicación
| 16 de marzo | Chile | 10 - 3  | Brasil | Complejo Norte, Río Segundo |  |
|             |       | Reporte |        |                             |  |

| 16 de marzo | Colombia | 0 - 13  | Paraguay | Complejo Norte, Río Segundo |  |
|             |          | Reporte |          |                             |  |

| 16 de marzo | Brasil | 5 - 0   | Colombia | Complejo Norte, Río Segundo |  |
|             |        | Reporte |          |                             |  |

### Tercer puesto
| 16 de marzo | Argentina 1 | 25 - 24 | Chile | Complejo Norte, Río Segundo |  |
|             |             | Reporte |       |                             |  |

### Final
| 16 de marzo | Argentina 2 | 28 - 10 | Uruguay | Complejo Norte, Río Segundo |  |
|             |             | Reporte |         |                             |  |

| Bandera de Argentina            |
| Campeón Argentina Quinto título |